# Немања Мотика
Немања Мотика (Берлин, 20. марта 2003) српски је фудбалер који тренутно наступа за Олимпију из Љубљане.

## Каријера
После продужетка уговора са клубом у фебруару 2021, Мотика је прослеђен другом тиму минхенског Бајерна за који је дебитовао поготком у 3. Лиги против екипе Унтерхахинга. Са првим тимом је тренирао током летњих припрема и наступао на пријатељским сусретима под вођством Јулијана Нагелсмана, а затим је до краја календарске играо за резервни састав у Регионалној лиги Немачке. У протоколу немачке Бундеслиге по први пут се нашао 7. јануара 2022, када је седео на клупи Бајерна на сусрету са екипом Борусије из Менхенгладбаха.
Дана 2. фебруара 2022. Мотика је потписао четворогодишњи уговор са Црвеном звездом. На представљању је задужио дрес са бројем 17. Вредност трансфера, према писању српских медија, износила је милион и по евра са динамиком исплате у три једнаке рате. Бајерн је, према истом договору, задржао право прече куповине, односно 15 % у случају следеће продаје. С друге стране, немачки Билд је пренео информацију да се Црвена звезда обавезала да Бајерну исплати 2,5 милиона евра. Дебитовао је 12. фебруара 2022. ушавши у игру уместо Александра Катаија на сусрету са Чукаричким. Почетком фебруара 2023. отишао је у Аустрију Лустенау, на позајмицу до краја такмичарске 2022/23.
Према писању медија, Олимпија из Љубљане је постигла договор о улазном трансферу играча без обештећења, али тако да од будућег трансфера Црвеној звезди припадне милион и по евра обештећења уз 20 процената од разлике у случају већег износа. У клубу је представљен 13. јуна 2023. године, потписавши трогодишњи уговор.

## Репрезентација
Немањин отац пореклом је са Нишићке висоравни у околини Сарајева, док је његова мајка родом из Врања. Иако је Немања дебитовао за репрезентацију Немачке у узрасту до 16 година старости, Фудбалски савез Србије је крајем 2019. упутио позив браћи Мотика у млађе репрезентативне селекције. За омладинску репрезентацију Србије Мотика је дебитовао у јуну 2021, постигавши једини погодак за минималну победу у првом од два пријатељска сусрета са вршњацима из Румуније. Стрелац је био и у пријатељском сусрету са Босном и Херцеговином у октобру исте године. Наступао је у квалификацијама за Европско првенство и са екипом изборио пласман на завршни турнир у јуну 2022. Погодио је на одлучујућој утакмици, у победи од 3 : 2 над Норвешком. На првој утакмици тог такмичења асистирао је код поготка Марка Лазетића у ремију са екипом Израела. Наступио је и на остале две утакмице у групно фази, после које је екипа Србије окончала своје учешће. За младу репрезентацију Србије дебитовао је у новембру 2022. на пријатељском сусрету са Кипром у Никозији.

## Статистика

### Клупска
Ажурирано 13. јуна 2023.
|                               |          |                         |    |    |   |   |   |   |   |   |    |    |  |  |
| Бајерн Минхен II              | 2020/21. | 3. Лига Немачке         | 3  | 1  | — | — | — | — | — | — | 3  | 1  |  |  |
| Бајерн Минхен II              | 2021/22. | Регионална лига Немачке | 24 | 15 | — | — | — | — | — | — | 24 | 15 |  |  |
| Бајерн Минхен II              | Укупно   | Укупно                  | 27 | 16 | — | — | — | — | — | — | 27 | 16 |  |  |
|                               |          |                         |    |    |   |   |   |   |   |   |    |    |  |  |
| Бајерн Минхен                 | 2021/22. | Бундеслига              | 0  | 0  | 0 | 0 | 0 | 0 | 0 | 0 | 0  | 0  |  |  |
|                               |          |                         |    |    |   |   |   |   |   |   |    |    |  |  |
| Црвена звезда                 | 2021/22. | Суперлига Србије        | 10 | 1  | 2 | 0 | 2 | 0 | — | — | 14 | 1  |  |  |
| Црвена звезда                 | 2022/23. | Суперлига Србије        | 0  | 0  | 1 | 0 | 1 | 0 | — | — | 2  | 0  |  |  |
| Црвена звезда                 | Укупно   | Укупно                  | 10 | 1  | 3 | 0 | 3 | 0 | — | — | 16 | 1  |  |  |
|                               |          |                         |    |    |   |   |   |   |   |   |    |    |  |  |
| Аустрија Лустенау (позајмица) | 2022/23. | Бундеслига Аустрије     | 18 | 1  | — | — | — | — | — | — | 18 | 1  |  |  |
|                               |          |                         |    |    |   |   |   |   |   |   |    |    |  |  |
| Каријера                      | Каријера | Каријера                | 55 | 18 | 3 | 0 | 3 | 0 | 0 | 0 | 61 | 18 |  |  |
|                               |          |                         |    |    |   |   |   |   |   |   |    |    |  |  |

### Утакмице у дресу репрезентације
| Репрезентација Немачке у узрасту до 16 година старости | Репрезентација Немачке у узрасту до 16 година старости                   | Репрезентација Немачке у узрасту до 16 година старости                   | Репрезентација Немачке у узрасту до 16 година старости                   | Репрезентација Немачке у узрасту до 16 година старости                   | Репрезентација Немачке у узрасту до 16 година старости                   | Репрезентација Немачке у узрасту до 16 година старости                   | Репрезентација Немачке у узрасту до 16 година старости | Репрезентација Немачке у узрасту до 16 година старости | Репрезентација Немачке у узрасту до 16 година старости |
| #                                                      | Датум                                                                    | Такмичење                                                                | Локација                                                                 | Домаћин                                                                  | Резултат                                                                 | Гост                                                                     | Мин.                                                   | Гол                                                    | Реф.                                                   |
| ------------------------------------------------------ | ------------------------------------------------------------------------ | ------------------------------------------------------------------------ | ------------------------------------------------------------------------ | ------------------------------------------------------------------------ | ------------------------------------------------------------------------ | ------------------------------------------------------------------------ | ------------------------------------------------------ | ------------------------------------------------------ | ------------------------------------------------------ |
| 1.                                                     | 5. септембар 2018.                                                       | Пријатељска утакмица                                                     | Валдстадион, Килб                                                        | Кипар                                                                    | 2 : 3                                                                    | Немачка                                                                  |                                                        | [ 35 ]                                                 |                                                        |
| 1                                                      | Укупан број утакмица, постигнутих погодака и минута проведених на терену | Укупан број утакмица, постигнутих погодака и минута проведених на терену | Укупан број утакмица, постигнутих погодака и минута проведених на терену | Укупан број утакмица, постигнутих погодака и минута проведених на терену | Укупан број утакмица, постигнутих погодака и минута проведених на терену | Укупан број утакмица, постигнутих погодака и минута проведених на терену | 0                                                      | [ 19 ]                                                 |                                                        |

| Репрезентација Србије у узрасту до 19 година старости | Репрезентација Србије у узрасту до 19 година старости                    | Репрезентација Србије у узрасту до 19 година старости                    | Репрезентација Србије у узрасту до 19 година старости                    | Репрезентација Србије у узрасту до 19 година старости                    | Репрезентација Србије у узрасту до 19 година старости                    | Репрезентација Србије у узрасту до 19 година старости                    | Репрезентација Србије у узрасту до 19 година старости | Репрезентација Србије у узрасту до 19 година старости | Репрезентација Србије у узрасту до 19 година старости |
| #                                                     | Датум                                                                    | Такмичење                                                                | Локација                                                                 | Домаћин                                                                  | Резултат                                                                 | Гост                                                                     | Гол                                                   | Реф.                                                  |                                                       |
| ----------------------------------------------------- | ------------------------------------------------------------------------ | ------------------------------------------------------------------------ | ------------------------------------------------------------------------ | ------------------------------------------------------------------------ | ------------------------------------------------------------------------ | ------------------------------------------------------------------------ | ----------------------------------------------------- | ----------------------------------------------------- | ----------------------------------------------------- |
| 1.                                                    | 5. јун 2021.                                                             | Пријатељска утакмица                                                     | Кућа фудбала, Стара Пазова                                               | Србија                                                                   | 1 : 0                                                                    | Румунија                                                                 | Гол                                                   | [ 21 ]                                                |                                                       |
| 2.                                                    | 7. јун 2021.                                                             | Пријатељска утакмица                                                     | Кућа фудбала, Стара Пазова                                               | Србија                                                                   | 1 : 0                                                                    | Румунија                                                                 |                                                       | [ 36 ]                                                |                                                       |
| 3.                                                    | 8. октобар 2021.                                                         | Пријатељска утакмица                                                     | Кућа фудбала, Стара Пазова                                               | Србија                                                                   | 0 : 3                                                                    | Босна и Херцеговина                                                      |                                                       | [ 37 ]                                                |                                                       |
| 4.                                                    | 10. октобар 2021.                                                        | Пријатељска утакмица                                                     | ТСЦ академија, Бачка Топола                                              | Србија                                                                   | 4 : 0                                                                    | Босна и Херцеговина                                                      | Гол                                                   | [ 22 ]                                                |                                                       |
| 5.                                                    | 10. новембар 2021.                                                       | Квалификације за Европско првенство                                      | Елбасан Арена, Елбасан                                                   | Северна Македонија                                                       | 1 : 2                                                                    | Србија                                                                   |                                                       | [ 38 ]                                                |                                                       |
| 6.                                                    | 13. новембар 2021.                                                       | Квалификације за Европско првенство                                      | Елбасан Арена, Елбасан                                                   | Албанија                                                                 | 2 : 2                                                                    | Србија                                                                   |                                                       | [ 39 ]                                                |                                                       |
| 7.                                                    | 16. новембар 2021.                                                       | Квалификације за Европско првенство                                      | Егнатиа, Рогозине                                                        | Србија                                                                   | 1 : 2                                                                    | Француска                                                                |                                                       | [ 40 ]                                                |                                                       |
| 8.                                                    | 4. јун 2022.                                                             | Квалификације за Европско првенство                                      | Спортпарк Зегерслот                                                      | Украјина                                                                 | 1 : 1                                                                    | Србија                                                                   |                                                       | [ 41 ]                                                |                                                       |
| 9.                                                    | 7. јун 2022.                                                             | Квалификације за Европско првенство                                      | Спортпарк Јулиана                                                        | Србија                                                                   | 3 : 2                                                                    | Норвешка                                                                 | Гол                                                   | [ 24 ]                                                |                                                       |
| 10.                                                   | 19. јун 2022.                                                            | Европско првенство                                                       | Стадион ФК Похрон, Жјар на Хрону                                         | Србија                                                                   | 2 : 2                                                                    | Израел                                                                   |                                                       | [ 42 ]                                                |                                                       |
| 11.                                                   | 22. јун 2022.                                                            | Европско првенство                                                       | СНП, Банска Бистрица                                                     | Енглеска                                                                 | 4 : 0                                                                    | Србија                                                                   |                                                       | [ 43 ]                                                |                                                       |
| 12.                                                   | 25. јун 2022.                                                            | Европско првенство                                                       | СНП, Банска Бистрица                                                     | Аустрија                                                                 | 3 : 2                                                                    | Србија                                                                   |                                                       | [ 26 ]                                                |                                                       |
| 12                                                    | Укупан број утакмица, постигнутих погодака и минута проведених на терену | Укупан број утакмица, постигнутих погодака и минута проведених на терену | Укупан број утакмица, постигнутих погодака и минута проведених на терену | Укупан број утакмица, постигнутих погодака и минута проведених на терену | Укупан број утакмица, постигнутих погодака и минута проведених на терену | Укупан број утакмица, постигнутих погодака и минута проведених на терену | 3                                                     | [ 44 ]                                                |                                                       |

| Репрезентација Србије у узрасту до 21 године старости | Репрезентација Србије у узрасту до 21 године старости | Репрезентација Србије у узрасту до 21 године старости | Репрезентација Србије у узрасту до 21 године старости | Репрезентација Србије у узрасту до 21 године старости | Репрезентација Србије у узрасту до 21 године старости | Репрезентација Србије у узрасту до 21 године старости | Репрезентација Србије у узрасту до 21 године старости | Репрезентација Србије у узрасту до 21 године старости | Репрезентација Србије у узрасту до 21 године старости |
| #                                                     | Датум                                                 | Такмичење                                             | Локација                                              | Домаћин                                               | Резултат                                              | Гост                                                  | Гол                                                   | Реф.                                                  |                                                       |
| ----------------------------------------------------- | ----------------------------------------------------- | ----------------------------------------------------- | ----------------------------------------------------- | ----------------------------------------------------- | ----------------------------------------------------- | ----------------------------------------------------- | ----------------------------------------------------- | ----------------------------------------------------- | ----------------------------------------------------- |
| 1.                                                    | 20. новембар 2022.                                    | Пријатељска утакмица                                  | Никозија                                              | Кипар                                                 | 2 : 2                                                 | Србија                                                |                                                       | [ 27 ]                                                |                                                       |
| 2.                                                    | 23. новембар 2022.                                    | Пријатељска утакмица                                  | Ларнака                                               | Србија                                                | 1 : 1                                                 | Северна Македонија                                    |                                                       | [ 45 ]                                                |                                                       |
| 2                                                     | Укупан број утакмица и постигнутих погодака           | Укупан број утакмица и постигнутих погодака           | Укупан број утакмица и постигнутих погодака           | Укупан број утакмица и постигнутих погодака           | Укупан број утакмица и постигнутих погодака           | Укупан број утакмица и постигнутих погодака           | 0                                                     |                                                       |                                                       |

## Трофеји и награде
Црвена звезда
- Суперлига Србије : 2021/22.[46]
- Куп Србије (2): 2021/22,[47] 2022/23.[48]